# Colt Cobra
Colt Cobra — шестизарядный  короткоствольный револьвер с ударно-спусковым механизмом  двойного действия под патрон .38 Special, .32 S&W Long или .22 LR. Изготавливался на облегченной алюминиевой раме. Производился в 1950-1981 годах на Colt’s Manufacturing Company. В декабре 2017 года производство револьвера модели Cobra было возобновлено с рядом изменений в конструкции и внешнем виде. В 2018 был представлен револьвер Night Cobra, позиционируемый как узкоспециализированное оружие для самообороны, изготавливающийся из нержавеющей стали с матовым чёрным покрытием, оснащённый только самовзводным УСМ, курком без спицы, новой рукояткой VZ G10 и мушкой с тритиевой вставкой. Следующей версией револьвера стала модель Bright Cobra, с которой компания Кольт вернулась к полированной нержавеющей стали в револьверах двойного действия.

## Разработка и применение
Cobra изготовлялся в двух моделях: первая модель выпускалась в 1950-1971 годах, имела вес 430 г. (15 унций); вторая модификация — с 1972 года, отличалась пеналом экстрактора (так называемый "обёрнутый" ствол), имела вес 460 г.(16 унций). 
Конструкция револьвера Colt Cobra основана на D-рамке, базовой для всего семейства Detective Special, однако выполнена из более лёгкого алюминиевого сплава. Револьвер, как и основной Detective Spec., производился для стрельбы патроном калибра .32 Colt NP, .38 Colt NP и .38 Spl., а также .22LR. Версия под патрон .38Spl изготавливалась в вариантах со стволом длиной 2, 3 и 4 дюйма, версия под патрон .22LR — только с трёхдюймовым стволом.
С 1973 года (с ним связывают начало выпуска второй серии Cobra) выпускались револьверы только под патрон .38Spl, а в нижней части ствола револьвера добавился пенал стержня экстрактора. Прекращено производство Colt Cobra в 1981 году.

## Модели

### Colt Aircrewman
Aircrewman — облегчённая версия Detective Special из алюминиевого сплава. Производился в 1951-1957 годах для использования экипажами ВВС США. Их отличает медальон ВВС из золотистого  металла вместо серебристого медальона «Colt» на деревянных накладках рукоятки, а также барабан из алюминиевого сплава. Два года эксплуатации выявили низкую надёжность системы, в связи с чем решено было применять патроны меньшей мощности .38 Ball вместо .38 Special. Однако, это не помогло и в конечном итоге эта модель была снята с вооружения.

### Colt Courier
Courier производился под патрон .22 Long Rifle и .32 Colt NP в  1954-1956 годах. Всего было выпущено около 3000 экземпляров.

### Colt Agent
Colt Agent — бюджетный вариант Cobra с укороченной рукоятью, отличался более простой отделкой и воронением и упрощёнными накладками на рукоять. Оригинальный Agent весил 400 г (14 унций) и был доступен только в калибре .38 Special , с двухдюймовым вороненым стволом . Производился в 1962-1979 годах. Слегка доработанный вариант Agent выпускался ограниченной партией в 1973 году. В 1984 году Colt’s Manufacturing Company на короткое время возродила Agent, на этот раз с улучшенной отделкой. Производство продолжалось до 1986 года.
В нём применена такая же рамка из алюминиевого сплава, однако в отличие от Cobra у револьвера была слегка укорочена рукоятка, что делало его ношение ещё менее заметным. Главное отличие от Cobra заключалось в том, что этот револьвер имел недорогое анодированное покрытие и более простой материал рукоятки, благодаря чему Agent продавался по более низкой цене, чем Cobra. Дело в том, что никелирование и хромирование деталей из алюминиевого сплава требуют дополнительной подготовки поверхности, что существенно повышает стоимость технологического процесса и, как результат, готового изделия.
В 1973 году началось производство второй серии Agent, у которого, по аналогии с Cobra, появился пенал стержня экстрактора гильз. С 1982 года покрытие металла производимых револьверов теперь было только матовым. Все выпущенные экземпляры Agent оснащались стволом длиной 2 дюйма и предназначались для стрельбы патроном .38 Special. Производство прекратилось в 1986 году.

### Colt Viper
Viper — вариант калибра .38 Special с четырехдюймовым стволом. Был представлен в 1977 году, но из-за низкого спроса в том же году производство было прекращено.

## Известное применение
- Джек Руби использовал Colt Cobra .38 для убийства Ли Харви Освальда 24 ноября 1963 года в Далласе, во время перевода Освальда из департамента полиции в окружную тюрьму. Этот револьвер в декабре 1991 года был продан в Нью-Йорке с аукциона братом Джека Эрлом коллекционеру из Флориды за 220 000 долларов.